# El Viso
El Viso é um município da Espanha na província de Córdova, comunidade autónoma da Andaluzia. Tem 254,42 km² de área e em 2021 tinha 2 537 habitantes (densidade: 10 hab./km²).

## Demografia
| Variação demográfica do município entre 1991 e 2004 | Variação demográfica do município entre 1991 e 2004 | Variação demográfica do município entre 1991 e 2004 | Variação demográfica do município entre 1991 e 2004 |
| --------------------------------------------------- | --------------------------------------------------- | --------------------------------------------------- | --------------------------------------------------- |
| 1991                                                | 1996                                                | 2001                                                | 2004                                                |
| 3439                                                | 3208                                                | 2962                                                | 2885                                                |